# Démocratie socialiste de Guinée
Démocratie socialiste de Guinée (DSG) est un ancien parti politique guinéen fondé à l'approche des élections législatives de 1954 par Abdoulaye Diallo, Chaikou Baldé et Ibrahima Barry (Barry III). DSG était une continuation du parti dirigé par Yaciné Diallo. DSG était la filiale guinéenne de la section française de l'Internationale Ouvrière (SFIO).
Barry III, candidat du parti aux élections, arrive en troisième position aux élections de 1954 avec 16 098 voix (6,3%,.
L'administration coloniale française était opposée au DSG. L'administration française espérait contrecarrer le Rassemblement démocratique africain (RDA) radical de Sékou Touré, et dans ce but, elle a soutenu le Bloc africain conservateur de Guinée. L'administration n'a souhaité aucune autre partie qui pourrait rivaliser avec BAG en tant que force anti-RDA en Guinée, désapprouvant ainsi l'émergence de DSG. Lors de son congrès de juillet 1954, la SFIO accusa le gouverneur français de Guinée d'avoir ouvertement soutenu le candidat du BAG, en contradiction avec la neutralité à laquelle un fonctionnaire administratif aurait dû adhérer. Cependant, lors d'un vote à l'Assemblée nationale française sur la validation du résultat des élections guinéennes, la SFIO a voté pour la validation.

## Congrès
DSG tient son premier congrès à Dixinn du 20 au 22 novembre 1955 .

## Élections
Lors des élections législatives de 1956, DSG obtient 9,8% des voix en Guinée. Lors des élections municipales tenues la même année, DSG l'emporte à Dalaba et Labé .
En janvier 1957, DSG rejoint le Mouvement socialiste africain (MSA). Lors de l'élection de l'Assemblée territoriale de mars 1957 DSG remporte les trois sièges de l'Assemblée de Pita.
En avril 1958, DSG fusionne avec le Bloc africain de Guinée (BAG), formant la branche guinéenne du Parti du regroupement africain (PRA).